# Enicopterina bivittata
Enicopterina bivittata är en tvåvingeart som beskrevs av Malloch 1939. Enicopterina bivittata ingår i släktet Enicopterina och familjen borrflugor.
Artens utbredningsområde är Fiji. Inga underarter finns listade i Catalogue of Life.